# De norte a sur
De norte a sur es el quinto álbum de estudio del trío mexicano Matisse.
El álbum se caracteriza por el estilo romántico y suave de los intérpretes, donde nuevamente todas las canciones están ambientadas bajo el ritmo regional mexicano. Dentro de estas, se encuentra una versión mexicana de «Héroe» del cantante español Enrique Iglesias. Asimismo el 26 de octubre de 2023, el álbum fue presentado después de su sencillo «Tal vez mañana» junto al grupo mexicano Codiciado.
De este álbum, se desprenden algunos sencillos como «Más muerto que vivo», «Ando bien agusto» y «Te vale madre» entre otros. Cuenta con la participación de Intocable, Edén Muñoz, Los Tucanes de Tijuana, Bronco, Juan Ingaramo y Luis Mexia.

## Lista de canciones
| N.º | Título                                          | Duración |  |
| 1.  | «Más muerto que vivo» (con Intocable)           | 3:33     |  |
| 2.  | «Te vale madre» (con Edén Muñoz)                | 2:31     |  |
| 3.  | «Héroe»                                         | 3:14     |  |
| 4.  | «Ando bien agusto» (con Los Tucanes de Tijuana) | 3:10     |  |
| 5.  | «Necesito un favor»                             | 2:55     |  |
| 6.  | «Okay» (con Luis Mexia)                         | 2:44     |  |
| 7.  | «Tal vez mañana» (con Codiciado)                | 3:33     |  |
| 8.  | «Me gana el sentimiento» (con Bronco)           | 2:47     |  |
| 9.  | «La traición» (con Juan Ingaramo)               | 2:50     |  |
| 10. | «Así las cosas»                                 | 2:30     |  |
| 11. | «Triste»                                        | 2:58     |  |
| 12. | «911»                                           | 2:57     |  |